# Ban
För andra betydelser, se Ban (olika betydelser).
Ban är en titel, möjligtvis av avariskt ursprung, som användes av flera stater i centrala och sydöstra Europa från 600-talet till 1900-talet. Titeln gavs av kungar till underställda adelsmän som agerade som vicekung i en eller flera provinser. En bans förläning kallades banat eller banovina.
I Ungern var ban från och med 1100-talet en ämbetstitel för befälhavarna i rikets södra gränsprovinser motsvarande de tyska markgrevarna. Banerna hade inom sitt myndighetsområde, banat, nästan oinskränkt militär och administrativ makt.
Titeln användes i Furstendömet Kroatien och Kungariket Kroatien redan under äldre medeltiden och gavs av kungen till lokala härskare av en provins. Titeln kom att få betydelsen vicekung då Kungariket Kroatien ingick en personalunion med Ungern 1102. Titeln användes även i Bosnien, Dalmatien, Slavonien, samt Machow und Szörény. Tidvis fanns baner över Bulgarien, Ozora, Jajcza, Sabac, Belgrad med flera områden.
Även i Valakiet och Moldavien användes titeln, men i dessa furstendömen innehade den högsta härskaren titeln vojvod.
Det från 1526 framåtträngande Osmanska riket slukade efter hand alla banaten utom det förenade Kroatien och Dalmatien där turkarna hade ena delen av makten och de kejserliga militärkommendanterna den andra. 1868-1918 var banen av Kroatien och Slavonien en under den ungerska regeringen lydande, av kungen utnämnd ståthållare och hade titeln "Ban av Kroatien, Slavonien och Dalmatien".
1918 försvann titeln då personalunionen med Ungern upplöstes och Kroatien blev en del av Serbers, kroaters och sloveners kungarike. Mellan åren 1929 och 1941 användes titeln inom Jugoslavien, som fick en ny administrativ distriktsindelning. Dock hade dessa baner betydligt mindre makt än de som bar samma titel under medeltiden.